# Mishmar Hashlosha
Mishmar Hashlosha (משמר השלושה-"La garde des trois") est un moshav de Basse Galilée, installé dans la vallée de Yavnéel, sur la route reliant Tibériade à Kfar Tabor. Il appartient, avec Yavnéel, Smadar et Beït-Gan à la même unité administrative.
Mishmar Hashlosha est fondé en 1937. Son nom rend hommage à trois jeunes gens originaires de Yavnéel; l'archiviste Haïm Barkaï raconte : "Lors des évènements de 1936, trois jeunes de Yavnéel, Yéhouda Eliovitz, Moshé-Zalman Ben-Sasson et Gdalia Geler participèrent à une fête organisée à Baït-Gan. Sur la route du retour, des Arabes les attaquèrent et les tuèrent. Le choc fut de taille parmi les habitants de Yavnéel, surtout que nous vivions une période d'accalmie relative après les évènements de ces derniers temps, et voilà! Un meurtre!". En leur souvenir, le jour de l'anniversaire de leur disparition, un an après leur assassinat, est posée la première pierre de Mishmar Hashlosha. La devise des habitants de Yavnéel à l'époque; "Pour trois morts, nous construirons trente implantations".